# Корневые волоски

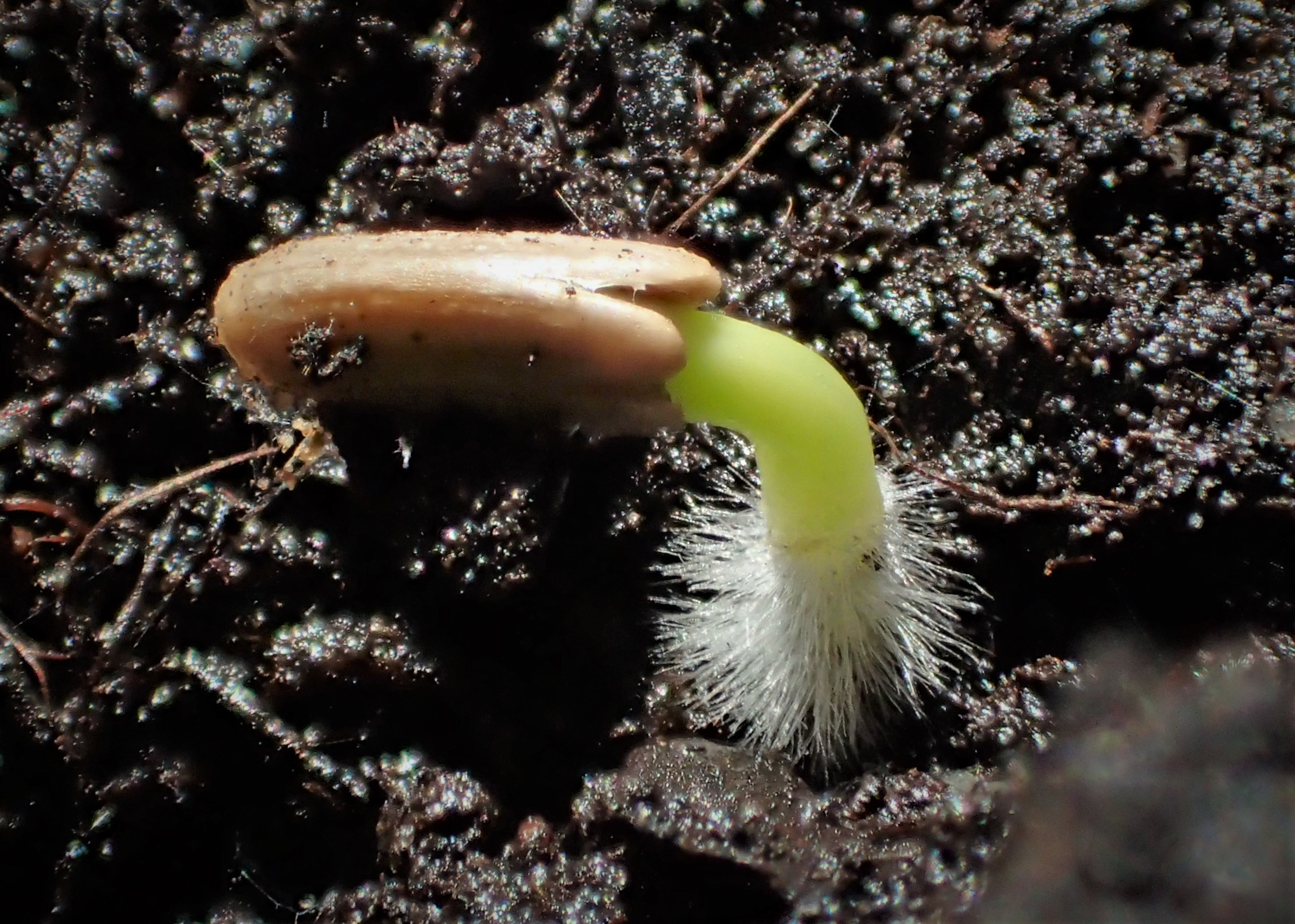
Корневые волоски на проростке чертополоха поникающего

Корневые волоски (лат. pili radicales) — выросты в виде нитей на корнях из эпиблемы на всасывающей зоне корня. Являются боковыми продолжениями одной клетки и изредка разветвляются. Корневые волоски улучшают водопоглощение растений, увеличивая отношение площади поверхности корня к объёму, что позволяет корневым волосковым клеткам поглощать больше воды. Большая вакуоль внутри корневых волосковых клеток делает это потребление намного более эффективным. Корневые волосы также важны для поглощения питательных веществ, поскольку они являются основным интерфейсом между растениями и микоризными грибами.

## Функция
Функция корневых волосков заключается в сборе воды и минеральных питательных веществ в почве, которые будут отправлены по всему растению. В корнях большая часть поглощения воды происходит через корневые волоски. Длина корневых волосков позволяет им проникать между частицами почвы и предотвращает попадание вредных бактериальных организмов в растение через сосуды ксилемы. Увеличение площади поверхности этих волосков делает растения более эффективными в поглощении питательных веществ и взаимодействии с микробами. Поскольку корневые волосковые клетки не осуществляют фотосинтез, они не содержат хлоропластов.

## Важность
Корневые волоски образуют важную поверхность, поскольку они необходимы для поглощения большей части воды и питательных веществ, необходимых растению. Они также непосредственно участвуют в образовании корневых клубеньков у бобовых растений. Корневые волосы скручиваются вокруг бактерий, что позволяет образовывать инфекционную нить в делящиеся клетки коры, образуя узелок.
Обладая большой площадью поверхности, корневые волосы эффективно осуществляют поглощение воды и минералов. Клетки корневых волос также выделяют кислоты (например, яблочную и лимонную), которые растворяют минералы, изменяя их степень окисления и облегчая поглощение ионов.

## Образование
Клетки корневых волосков варьируются от 15 до 17 микрометров в диаметре и от 80 до 1500 микрометров в длину. Корневые волоски встречаются только в зоне созревания, также называемой зоной дифференцировки. Они не находятся в зоне удлинения, возможно, потому, что старые корневые волосы срезаются, когда корень удлиняется и движется через почву. Корневые волосы растут быстро, 1 мкм / мин, что делает их особенно полезными для исследований клеточного расширения. Непосредственно перед и во время развития корневых волосяных клеток наблюдается повышенная активность фосфорилазы.

## Выживание
Когда растёт новая корневая волосяная клетка, она выделяет гормон, который подавляет рост корневых волос в соседних клетках. Это обеспечивает равное и эффективное распределение фактических волос на этих клетках.
Пересадка растения может привести к тому, что клетки корневых волос будут удалены, вызвав этим увядание растения.